# ホールド・マイ・ハンド (レディー・ガガの曲)
「ホールド・マイ・ハンド」（Hold My Hand ）は、アメリカ合衆国の歌手のレディー・ガガの曲であり、2022年5月3日にインタースコープ・レコードより発売された。映画『トップガン マーヴェリック』（2022年）のサウンドトラックのリードシングルである。この曲は「とても辛い時代とその後の世界へのラブレター」としてガガとブラッドポップが制作、プロデュースした。またベンジャミン・ライスも製作者としてクレジットされている。
音楽的には「ホールド・マイ・ハンド」は「希望に満ちた」アリーナ・ロック・トラックであり、アンセミック・コーラスとエレクトリック・ギターが特徴である。発表と同時に高評価を受けたこの曲はオリジナルの『トップガン』が公開された1980年代のパワー・バラードからインスピレーションを受けていると論じられている。国際的な音楽チャートでも好成績を残しており、オーストラリア、カナダ、オランダなどで上位40位に入っている。

## 背景と発表
2021年4月、ゴシップサイト『ShowBiz 411』はレディー・ガガが『トップガン マーヴェリック』のサウンドトラックに関与する可能性を報じた。この噂は『W』誌などの他の出版物にも広がった。2022年4月、ガガはTwitterに暗号のようなメッセージを投稿し始め、ファンは噂されている曲の歌詞であると解釈した。2022年4月22日に彼女は「ホールド・マイ・ハンド」とその公開日を正式に発表した。発表の際にガガはこの曲に何年も取り組み、そして作曲中は「この曲が映画の心、私自身の精神、そして私たちが生きてきた世界にまたがっていることに気付いていなかった」ことを明かした。4月30日に曲のプレビューが公開され、その後5月3日に『トップガン マーヴェリック』のサウンドトラックからのシングルとしてフルトラックが発売された。公開から1週間後、「ホールド・マイ・ハンド」はアメリカ合衆国のアダルト・コンテンポラリーやコンテンポラリー・ヒット・ラジオ局で放送された。
ガガの他にも何人かが『トップガン マーヴェリック』への楽曲提供が検討されていた。アメリカのオルタナティブ・ロック・デュオのトゥエンティ・ワン・パイロッツのフロントマンであるタイラー・ジョゼフはインタビューで「新しい『トップガン』の音楽担当と一緒に新曲を書いていたんだが（中略）トム・クルーズがやってきて皆をクビにしたんだと思う」と語った。映画の公開前にクルーズは「ホールド・マイ・ハンド」が映画のパズルの欠けた部分であると説明した。彼は「ガガがこの曲を持ってきて、（中略）それは私たちのスコアになった。それが映画の鼓動になって（中略）あの曲を聴くまでは、感情的にとても心配だった。そしてこの曲が何を果たすのか、どのように私たちの物語を感情的に結びつけるのかがわかった。（中略）その瞬間だった。私たち全員にとって本物の瞬間だった」と述べた。「ホールド・マイ・ハンド」は映画ではペニー（演: ジェニファー・コネリー）と娘が会話するバーの場面で流れ、その後終幕付近のペニーとマーヴェリック（演: トム・クルーズ）の場面でフル版が使われる。

## 曲と詞

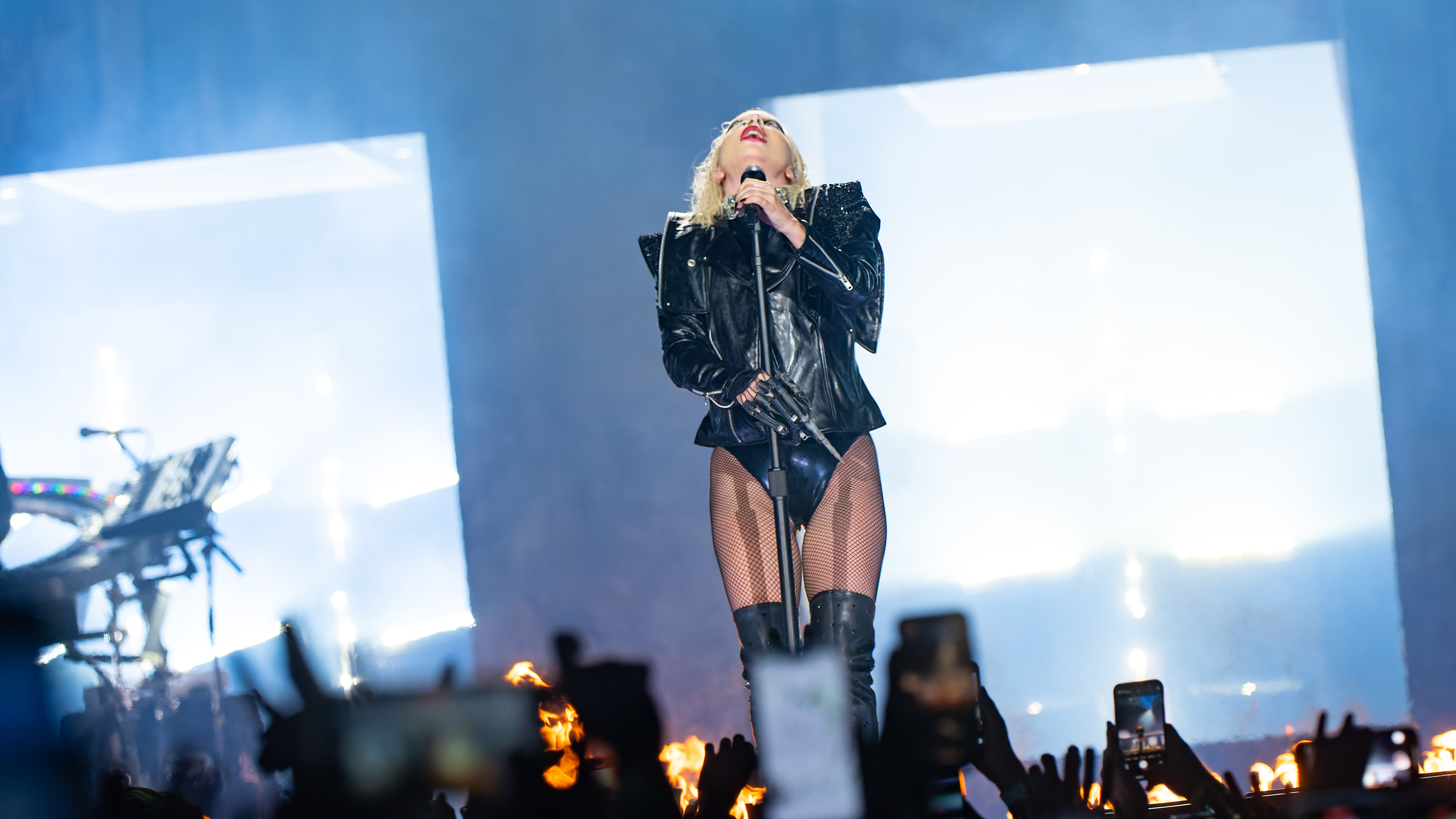
"The Chromatica Ball"でこの曲を歌うガガ（2022年）

「ホールド・マイ・ハンド」は音楽および映画評論家によって「希望にあふれる、アンセミックな」アリーナ・ロック・パワー・バラードと評されている。『バラエティ』のジャズ・タンカイは「80年代のパワー・バラードを思い起こさせるバイオリンとギター・リックの高騰するロック・チューン」と評した。この曲の歌詞はガガが誰かに「何の疑いも無く」いつも側にいることを安心させるというものである。『ビルボード』のラーズ・ブランドルはこの曲はオリジナル映画『トップガン』のサウンドトラックに収録されているベルリンの「愛は吐息のように」とケニー・ロギンスの「デンジャー・ゾーン」に近い系統であると指摘している。また別の音楽評論家はジャーニーの「オープン・アームズ」、ハートの「アーロン」、ガガ自身の2011年のシングル「ジ・エッジ・オブ・グローリーといった曲と比較している。この曲はもともとはGメジャーで書かれており、歌手が「Hold my hand, every thing will be okay, I heard from the heavens that clouds have been grey. Pull me close, wrap me in your arching arms.」という詞を歌い始める前に3つのイントロバーと共にG/D/C/G/Dのコード進行で始まる。

## 批評家の反応
『クラッシュ』のロビン・マレーはこの曲を「レディー・ガガがボーカリストとして自由になったことを発見した」「大言壮語の勝利」と評した。『ガーディアン』のスチュアート・ヘリテージはこの曲を「仰々しくて感情的、そしてレディー・ガガのパワー・バラードに求められるものすべてを含んでいる」と評した。『バラエティ』のジャズ・タンカイはこの曲を「強力なギター・ソロ」をもつ「キャッチーなイヤーワーム」と評し、「アカデミー賞歌曲賞レースで最有力となる勢い」であると続けた。『ニューヨーク』関連のオンラインブログ『ヴァルチャー』は「ホールド・マイ・ハンド」は「ガガのカタログの中で異端」であり、「これは破壊的要素が零の彼女の唯一のポップ・ソングの1つ」だと評する一方、「この自己決定度の高さはガガの真骨頂だ。史上最も感情的なエンドクレジットのバラードを書こうとした誠実な試みのように感じられる」と指摘した。『スラント・マガジン』のアレクサ・キャンプは否定的であり、「アーティストが『何年もかけて完成させた』という割に、『ホールド・マイ・ハンド』は飛び立つのに苦労している」と評している。

## チャート成績
火曜日に発表されたために最初の週は「ホールド・マイ・ハンド」はアメリカのBillboard Hot 100には入らなかったが、3日間のトラッキングに基づいてBubbling Under Hot 100で17位となった。1週間後、Billboard Hot 100で82位となった。さらにBillboard メインストリーム・トップ40・チャートでは23位、Billboard アダルト・ポップ・エアプレイ・チャートでは14位、Billboard アダルト・コンテンポラリー・チャートでは12位を記録した。
国際的には好成績を記録している。カナダ・デジタル・ソング・セールス・チャートでは3日分のトラッキングに基づいて6位となった。その1週間後、この曲はCanadian Hot 100で38位となった。ガガにとっては25回目のトップ40入りであった。オーストラリアのARIAシングル・チャートでは36位となった。ガガにとっては30回目のトップ40位入りであった。ニュージーランドのホット・シングル・チャートでは初登場23位、さらに翌週は6位となった。3週目は8位であった。
イギリスのシングル・チャートでは初登場51位、その翌週は60位であった。3週目は45位に上昇した。オランダではトップ40・チャートで発動場35位、 シングル・チャートでは26位であった。シングル・チャートでは後に9位に上昇した。スイスのシングル・トップ75・チャートでは初登場63位であったが、翌週は7日間集計のため13位まで上昇した。ハンガリーではシングル・トップ40・チャートで5位となった。

## ミュージック・ビデオ
ミュージック・ビデオでは『トップガン マーヴェリック』と同じくジョセフ・コシンスキーが監督し、2022年5月6日に公開された。撮影は一部白黒で行われた。1986年の『トップガン』からノスタルジックなフラッシュバック形式でイメージを引用し、トム・クルーズ演じるマーヴェリックがアンソニー・エドワーズ演じるニック・"グース"・ブラッドショーが悲劇的に死亡した後に抱きかかえている様子が感情的に記され、さらに『トップガン マーヴェリック』の劇場フィルムの編集も使われている。ミュージック・ビデオは空軍の滑走路でグランドピアノを弾き。飛行機の格納庫の周りで歌うパフォーマンスをするガガが映し出される。
ビデオでガガは『トップガン』でクルーズがマーヴェリックを演じた際に着ていたオリジナルの航空ボンバージャケットを身につけている。曲の終盤でガガは航空ボンバージャケットの下のタンクトップが風に乗って舞い上がるヌードガウンに替わっている。このドレスはウクライナのデザイナーのレッシャ・ヴェルリンジェリが彼女のブランドのレヴァー・クチュールのために制作したものである。

## チャート
| チャート (2022)                           | 最高 順位 |
| ----------------------------------------- | --------- |
| アルゼンチン (Argentina Hot 100)          | 95        |
| オーストラリア (ARIA)                     | 36        |
| ベルギー (Ultratop 50 Wallonia)           | 47        |
| カナダ (Canadian Hot 100)                 | 38        |
| カナダ AC (Billboard)                     | 17        |
| カナダ CHR/Top 40 (Billboard)             | 36        |
| カナダ Hot AC (Billboard)                 | 26        |
| クロアチア (HRT)                          | 8         |
| フランス (SNEP)                           | 123       |
| ドイツ (GfK Entertainment charts)         | 95        |
| Global 200 (Billboard)                    | 62        |
| ハンガリー (Single Top 40)                | 5         |
| アイルランド (IRMA)                       | 63        |
| イタリア (FIMI)                           | 70        |
| Japan Hot Overseas (Billboard Japan)      | 2         |
| オランダ (Dutch Top 40)                   | 33        |
| オランダ (Single Tip)                     | 9         |
| ニュージーランド・ホット・シングル (RMNZ) | 6         |
| スロバキア (Rádio Top 100)                | 25        |
| 南アフリカ (RISA)                         | 61        |
| スウェーデン (Sverigetopplistan)          | 66        |
| スイス (Schweizer Hitparade)              | 13        |
| UK シングルス (OCC)                       | 45        |
| US Billboard Hot 100                      | 82        |
| US Adult Contemporary (Billboard)         | 12        |
| US Adult Top 40 (Billboard)               | 14        |
| US Pop Airplay (Billboard)                | 23        |

## 発表史
| 国・地域       | 日付          | フォーマット                             | レーベル         | 参照   |
| -------------- | ------------- | ---------------------------------------- | ---------------- | ------ |
| 多数           | 2022年5月3日  | デジタルダウンロード ストリーミング      | インタースコープ | [ 1 ]  |
| イタリア       | 2022年5月6日  | ラジオ・エアプレイ                       | ユニバーサル     | [ 64 ] |
| アメリカ合衆国 | 2022年5月9日  | アダルト・コンテンポラリー・ミュージック | インタースコープ | [ 10 ] |
| アメリカ合衆国 | 2022年5月10日 | コンテンポラリー・ヒット・ラジオ         | インタースコープ | [ 11 ] |